# Det hände något på vägen hem
Det hände något på vägen hem är en EP från 2006 av Ken Ring.

## Låtförteckning
| Spår | Låttitel                           | Producent(er) | Medverkande gäst(er) | Tid  |
| ---- | ---------------------------------- | ------------- | -------------------- | ---- |
| 1    | Introt                             | Stefan Jacbos |                      | 1:14 |
| 2    | God natt                           | Tommy Tee     |                      | 4:42 |
| 3    | Följ lagen                         | Rune Rotter   |                      | 3:28 |
| 4    | Brott                              | Filthy        |                      | 2:16 |
| 5    | 2000-talet                         | Ken Ring      |                      | 3:26 |
| 6    | Cutta dom                          | Tommy Tee     |                      | 3:16 |
| 7    | Ghetto Fru                         | Collén & Webb |                      | 2:39 |
| 8    | Tillbaka                           | Astma         | Kreem                | 3:30 |
| 9    | Mina tankar                        | Pencheff      | Big Fred             | 4:10 |
| 10   | Rättvisan (video)                  | Fintelligens  |                      | 4:25 |
| 11   | Ken och Petter i Gävle             |               | Petter               | 6:34 |
| 12   | Ken i Dolce Vita-reportage (video) |               |                      | 0:28 |
| 13   | Living In The Positive             |               | Nasio Fontaine       | 4:23 |